# Сонце Руїни
«Сонце Руїни» — п'єса Василя Пачовського у п’яти діях, в 33 явах з портретами героїв. Писана гордою їх мовою народним українським віршом. Автор створив літературний образ гетьмана Петра Дорошенка   як найвизначнішого державного діяча України періоду Руїни.

## Зміст і образи
П’єса присвячена одному з найтрагічніших періодів в історії України  другої половини XVII століття, що відзначився розпадом української державності  і кровопролитними війнами. Відомий під назвою «Руїна». «Сонце Руїни» — гетьман Петро Дорошенко, який названий так за свої світлі і шляхетні помисли щодо об’єднання розшматованої України, звільнення її від влади Польщі і Московщини. 
П’єсу «Сонце Руїни»  автор визначив як трагедію козацької України. Не трагедію як літературну форму, а твір,  у якому картини зв’язані однією ідеєю, однією особою гетьмана Дорошенка. Василь Пачовський у 1908 році зазначав, що «сей найбільше національний гетьман несе булаву найвище і найбільш гордо та чисто від усякого егоїзму та хамства і хто, як не він є уособленням козацтва і вродженого нам романтизму?».  
Розглядаючи драму Пачовського крізь призму естетичних категорій, властивих літературі зламу століття, зокрема поняття героїчного, І. Волицька  визначала новаторську суть трагедії «Сонце Руїни» таким чином: 
```
«Драматичний конфлікт переміщався зі сфери зіткнень героя з зовнішнім світом в ділянку його психології. І п’єса Пачовського по-своєму віддзеркалювала цей процес. На зміну могутнім, внутрішньо несхитним козакам і гетьманам в українську історичну драму приходив герой рефлексуючий, який шукає і сумнівається, герой, не тільки впевнений у правоті своїх вчинків, але і з загостреним відчуттям вини, муками совісті за содіяне»
[
3
]
.
```

## Історія написання
П’єсу «Сонце Руїни»  Василь Пачовський написав  впродовж 1907—1908 рр. і ще до публікації твір став предметом дискусій і суперечок.  
Автор подав драму «Сонце Руїни» на конкурс товариства «Просвіта», що був оголошений у 1907 році і тривав до травня 1909 р.  Конкурсна комісія визнала, що драма Пачовського — «найліпший твір з присланих на конкурс», що написаний він «з талантом, але з великими сценичними дефектами». Комісія звертала увагу на надто великий обсяг твору, на довгі моно– і діалоги. Тому константувала, що твір «не надається до сценічного виведення».
Василь Пачовський не погодився з критикою, відмовився переробляти драму і  подав її на інший конкурс, оголошений крайовим урядом Галичини.  Як повідомила газета «Діло»  16 березня 1911 року,  з-поміж шістнадцяти творів саме драма «Сонце Руїни» виборола перше місце, а її автор був нагороджений премією у розмірі 700 корон.    
До журі конкурсу  входили письменники Тимофій Бордуляк, Осип Маковей, Андрій  Чайковський,  науковці і педагоги Кирило Студинський,  Іларій Огоновський,  Ілля Кокорудз, громадський діяч д-р Михайло Волошин, а також директор і режисер  Українського театру товариства «Руська бесіда» Йосип Стадник.

## Постановки

### Український театр товариства «Руська бесіда»
Режисер-постановник Йосип Стадник
Прем'єра вистави «Сонце Руїни» відбулася у Львові 28 січня 1912 року у постановці режисера і директора театру  Йосипа Стадника. Вона була приурочене 50-річному ювілею товариства «Руська бесіда».

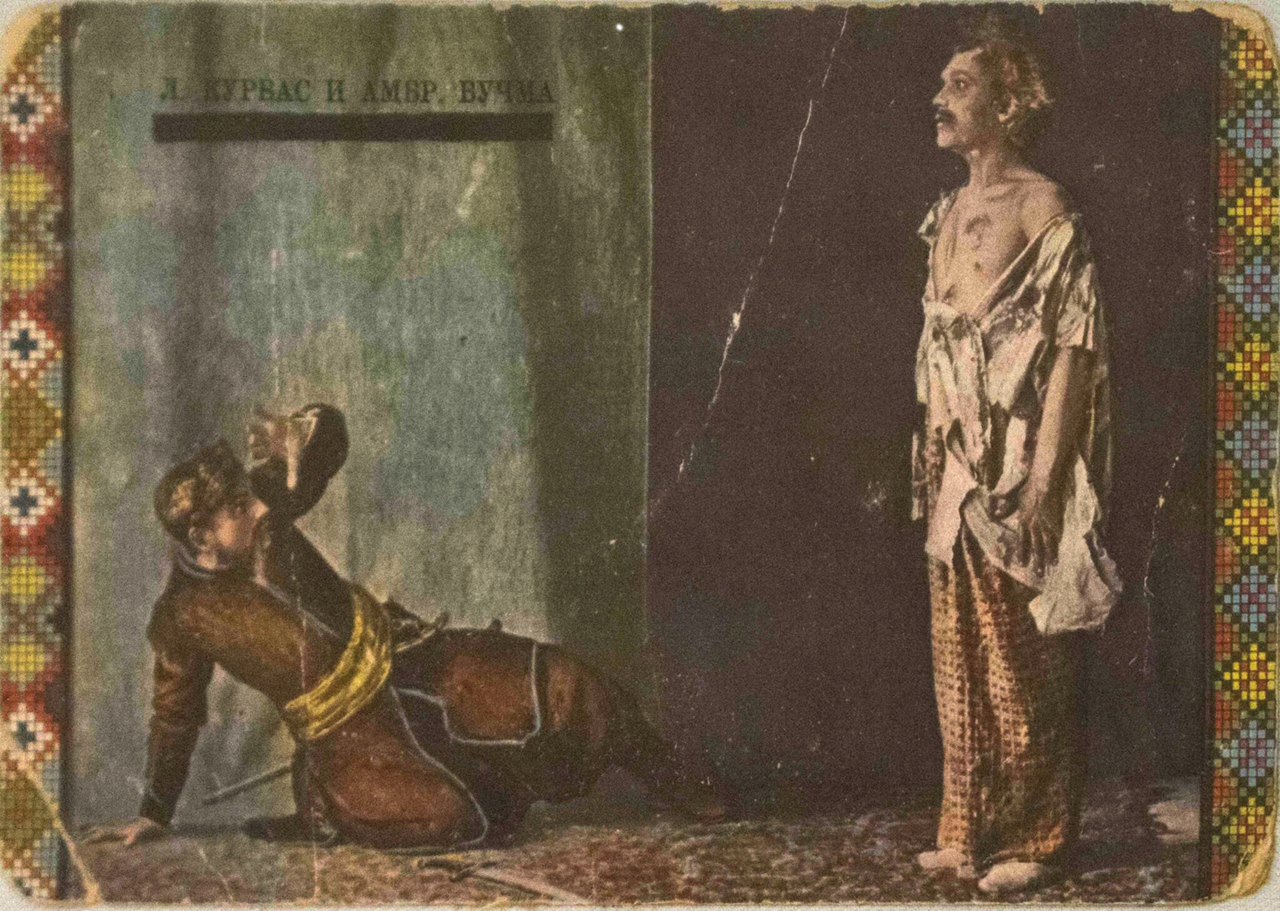
Сцена з вистави за драмою Василя Пачовського "Сонце Руїни". Лесь Курбас (гетьман Дорошенко) і Амвросій Бучма. 1913 р.

Музику до «Сонця Руїни» написав Станіслав Людкевич), зокрема солоспів «Сон Галі»,  величальну пісню «За Дорошенка, нашого пана», обробку народної пісні «Гей, не дивуйте, добрії люди»,  а також марш  «Гімн безсмертної батави», який через три десятиліття стане офіційним маршем УПА-Захід . 
Український театр під керівництвом Йосипа Стадника ставив «Сонце Руїни» на сценах різних міст Галичини  та Буковини. Під час гастролей в квітні 1912 року у Чернівцях роль гетьмана Дорошенка виконував Йосип Переверзєв-Розсуда, митрополита Тукальського – Йосип Стадник, Євфросини, дружини Дорошенка – Софія Стадникова, Лучки – Василь Юрчак, мати Дорошенка – Антоніна  Осиповичева.
У квітні 1913 року, коли Український театр  виставляв «Сонце Руїни» у Львові, роль гетьмана Дорошенка виконував Лесь Курбас.
Режисер-постановник  Степан Чарнецький
Степан Чарнецький написав першу рецензію на прем’єрну виставу «Сонця Руїни» в січні 1912 року.  Відзначивши, що з огляду на історичну тема твору і його нову форму вистава стала «святом для нашої сцени», водночас підкреслив, що  режисер Й. Стадник зробив, на його думку, невдалі, а подекуди й неправильні скорочення п’єси,  не зумів розкрити її драматичну структуру і новаторські стилістичні ознаки, здійснив постановку у стилі побутової української драми.
У другій половині 1913 року, ставши режисером Українського театру товариства «Руська бесіда», Степан Чарнецький розпочав підготовку до власної постановки «Сонця Руїни». 
«Автор дав мені свобідну руку скоротити предовгу, протяжну, але прекрасну свою драму. Я це й зробив, обтинаючи її більш як на одну третину та заступаючи пісню «Ой не дивуйтеся та добрії люде» новою піснею «Ой у лузі червона калина», до котрої мелодію доробив я сам, а Михайло Коссак розложив її на дуті дерев’яні й бляхові інструменти. Вистава «Сонця Руїни» була знов театральним празником так для публіки, як і дружини».
Оновлена прем’єра вистави «Сонця Руїни» відбулася у Самборі.   Театр товариства «Руська бесіда» прибув до міста 6 лютого 1914 року і на сцені самбірського «Сокола» наприкінці 2-ї дії «Сонця Руїни» вперше була виконана пісня «Ой у лузі червона калина похилилася», що невдовзі стала гімном Українських січових стрільців.   
Режисер Степан Чарнецький використав останній куплет з народної пісні «Розлилися круті бережечки», в тексті якого зробив деякі редакційні зміни і доробив споріднену мелодію. Пісня  відображала провідну ідею «Сонця Руїни», пов’язану з об’єднанням українських земель і відновленням державної незалежності України. 

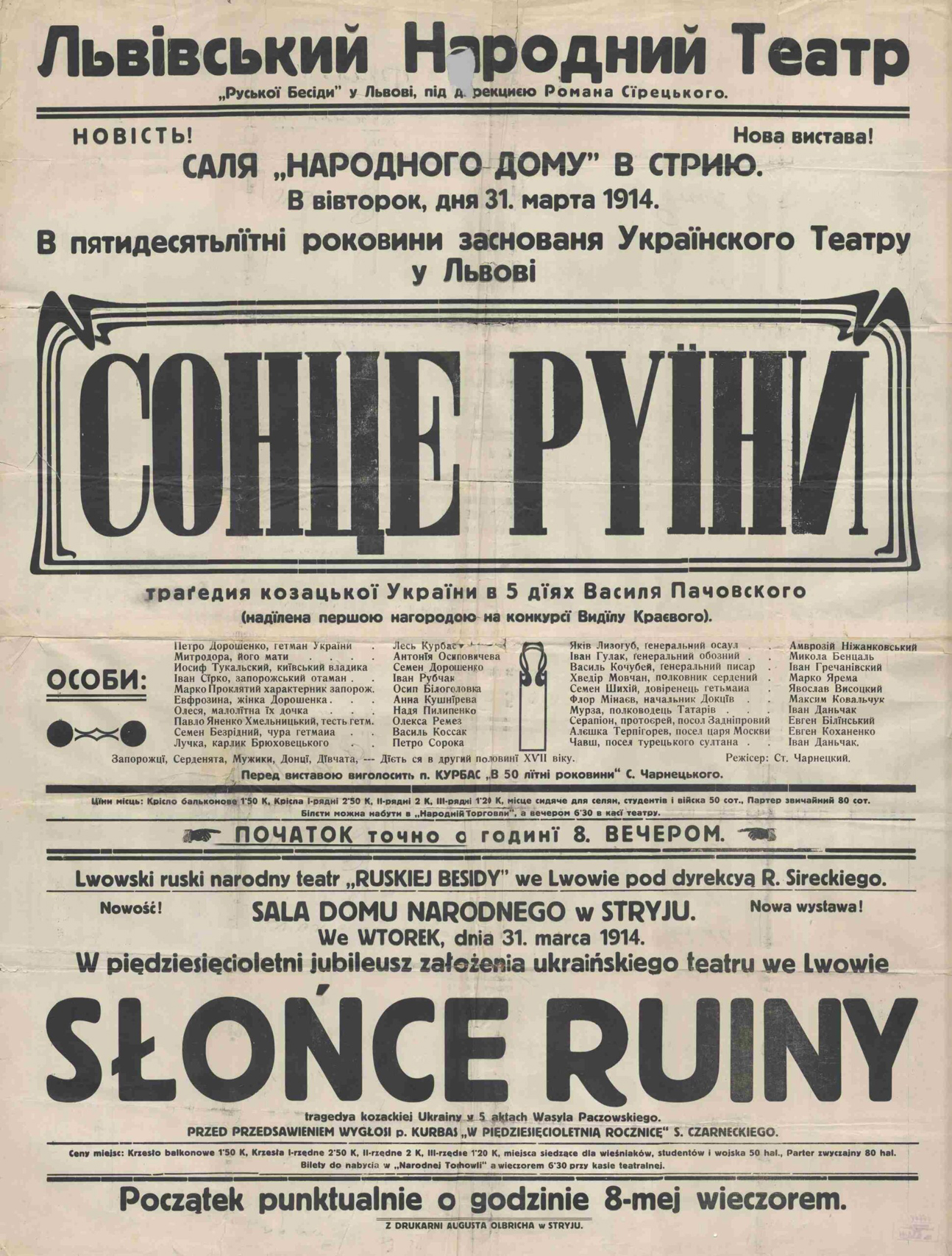
Афіша вистави "Сонце Руїни". Стрий, 31 березня 1914 року

Після Самбора театр товариства «Руська бесіда» більше місяця гастролював у Дрогобичі, де також грав «Сонце Руїни». Постановка  Степана Чарнецького вважалася безперечним театральним успіхом і тому саме вона була обрана для урочистостей з нагоди 50-літнього ювілею театру товариства «Руська бесіда», що були влаштовані у Стрию 29 березня 1914 року.
«Сонце Руїни» у постановці Степана Чарнецького отримала низку позитивних відгуків і рецензій. Але найбільш фаховою, аргументованою і схвальною була публікація рецензента чернівецької німецькомовної газети «Czernowitzer Algemeine Zeitung» Фердинанда Матраса, який побував на виставах Українського театру в Чернівцях в травні 1914 року:
```
«Акторський ансамбль – добрий, протагоністи [виконавці головних ролей] у ньому – прекрасні, герой і героїня – надзвичайні… Побудова п’єси дійова, вже тому, що автор, за оцінкою справжніх знавців української історії, достовірно відтворив ті трагічні події… Мова п’єси також добра. Групування і характеристика персонажів, творення конфліктних ситуацій, вживання їдкого гумору в образі карлика – привида-божевільця, показує добре наслідування відомих зразків світової літератури… А що самі виконавці були сповнені національного піднесення, то зрозуміло, що повний театр нагородив їх бурхливими оплесками»
[
13
]
.
```

Відзначаючи беззаперечний успіх постановки і «справжню насолоду», яку подарували львівські артисти буковинцям, можна подумати, що автор газетної статті не дуже критично поставився до заїжджої трупи. Але це зовсім не так. Аналізуючи ще одну постановку Українського театру «Орфей у пеклі», Ф.Матрас категорично стверджував, що вона була «цілком невдалою… Вона показала кілька цікавих підходів, але лише підходів до мистецьких рішень».

### Новий драматичний театр імені Івана Франка
Режисер-постановник  Гнат Юра
Театр імені Івана Франка був створений у Вінниці в січні 1920 року  внаслідок об’єднання частини акторів з Нового львівського театру та групи митців Молодого театру Леся Курбаса. У  перші роки свого існування (1920–1922) театр, як зазначає театрознавець Петро Рулін, під час гастролей у Вінниці, Черкасах, Кам’янці-Подільському, Проскурові серед інших п’єс грав і виставу «Сонце Руїни».
10 і 15 грудня 1922 року Новий драматичний театр імені Івана Франка представив «Сонце Руїни»  у Вінниці. Постановка головного режисера Гната Юри,   художник Матвій  Драк,  автор музики Михайло Коссак. Рецензент вінницької газети «Известия» наголошував, що обидві вистави  супроводжувалися великим успіхом, а в цілому  постановка «Сонця Руїни» була оцінена як  «вагоме досягнення і значна подія наших театральних днів».
Гетьман Дорошенко  у виконанні Олексія Ватулі вийшов величавим, типовим і витриманим у вдалому поєднанні реалістичних і містичних тонів. Своєю грою виділялися Олександр Юра-Юрський (митрополит Тукальський), Володимир Сокирко, який створив вражаючий образ Марка Проклятого, Євген Коханенко (карлик Лучка), Валентина Варецька (Пріся, дружина Дорошенка), Костянтин  Кошевський (Семен Безрідний, джура гетьмана) та ін.
У постановці «Сонця Руїни» був задіяний весь колектив театру.  Як відзначав рецензент, усі виконавці ґрунтовно попрацювали над вивченням епохи.  Найменші деталі побуту, костюми, декорації, грим – усе було показано у звітній виставі  з найкращого боку. Роль Якова Лизогуба у «Сонці Руїни» стала однією з перших і успішних акторських робіт Юрія Смолича. Щоправда, пізніше він намагався дистанціюватися від «псевдоромантики» Жулавського та Пачовського, яка нібито «панувала»  в театрі імені Івана Франка. Їхні твори він вважав такими, що не відповідали репертуару нової епохи.

### Український народний театр імені Івана Тобілевича
Режисер-постановник Микола Бенцаль
У 1933 році постановку «Сонця Руїни» на сценах Галичини  відновив Український народний театр імені Івана Тобілевича, який очолював Микола Бенцаль. У виставі він виконував роль гетьмана Дорошенка і був, найймовірніше, режисером-постановником вистави. Митрополита Тукальського зіграв Йосип Стадник, дружини Дорошенка Євфросини – Леся Кривицька. У ролі дочки гетьмана Дорошенка з великим успіхом дебютувала наймолодша дванадцятилітня донька Йосипа і Софії Стадників – Соня Стадниківна.
Після вистави «Сонця Руїни», що відбулася у Львові 23 грудня 1933 року, Михайло Рудницький (криптонім М. Р.)  наголошував:
```
«Найбільша прикмета п’єси 
Пачовського
 гостро зарисовані дієві особи, з яких кожна має власне обличчя; всі вони енергійні, сильні та завзяті, в доброму та злому. Друга її прикмета — чиста народня мова, що часто (може і за часто) користується словами народніх дум і приповідок. ІІІ-а дія, що є кульмінаційною точкою п’єси, найкращий доказ, що автор має справжній сценічний нерв і вміє, коли треба, стати поетом. Розмова Дорошенка з жінкою іскриться перлами поезії»
[
18
]
.   
```

«Сонце Руїни» з великим успіхом йшла на багатьох сценах Галичини, у деяких містах, як от у Стрию, артистам доводилося на вимогу глядачів давати додаткові вистави. Під час постановки драми у Перемишлі в березні 1934 року зворушена і вдячна молодь піднесла автору Василеві Пачовському лавровий вінок.

## Лесь Курбасу світлі «Сонця Руїни»
Драма «Сонце Руїни» дала новий поштовх розвиткові таланту багатьох акторів і режисерів, серед яких  особливе місце посідає  Лесь Курбас. Роль гетьмана Дорошенка у постановках Йосипа Стадника  і Степана Чарнецького стала найбільшим досягненням молодого актора в Українському театрі товариства «Руська бесіда».  Лесь Курбас зумів яскраво розкрити своє творче обдарування і утвердитися професійно.
Рецензент львівської газети «Діло» Іван Левицький, після перегляду «Сонця Руїни» у Львові наприкінці березня 1913 року, відзначав, що Лесь Курбас «актор талановитий, інтеліґентний і думаючий. Його інтерпретація Дорошенка була хвилями дуже переконуюча. Богато шляхотних жестів, пару гарних акцентів – все склалося на артистичну креацию, хоча, може, не у всім скінчену, повну».
Найбільше визнання одержала гра Леся Курбаса у «Сонці Руїни» постановки режисера Степана Чарнецького. Рецензент чернівецької німецькомовної газети «Czernowitzer Allgemeine Zeitung» Фердинанд Матрас  писав:
«…Цей ще молодий митець, який, як ми чули, лише недавно вступив на сцену після закінчення університету і драматичної школи у Віденській консерваторії, вже сьогодні є виконавцем, якому може позаздрити український театр. Його гнучка висока і струнка постать, його красива голова з шляхетним профілем і його дзвінкий трагічний і проникливий голос – з привабливим тембром – це риси, які відкривають перед ним майбутнє справжнього актора».
У пізніші роки Лесь Курбас    неодноразова звертався до «Сонця Руїни». намагаючись  здійснити власну постановку модерністської драми Василя Пачовського. Як керівник і режисер Молодого театру Молодого театру він готував цей твір для постановки вже восени 1919 року. Проект художнього оформлення вистави розробляв  Лесь Курбас, а музичне оформлення — композитор Евґеніуш Дзєвульскі. Але після націоналізації Молодого театру і входження групи артистів до складу  новоствореного Першого театру Української Радянської Республіки імені Шевченка робота над постановкою була згорнута.
Вдруге Лесь Курбас   звернувся до постановки «Сонця Руїни» на початку 1922 року, коли він повернувся в  театр імені Шевченка і  разом з  художником Анатолієм Петрицьким розпочали підготовку до постановки драми. Завершити роботу не вдалося, бо через «принципові розходження» Лесь Курбас із своєю групою наприкінці  березня того ж року  виходить  театру і  закладає  в  Києві мистецьке об'єднання «Березіль».  
Втретє Лесь Курбас повертається до «Сонця Руїни» після переїзду  театру «Березіль» з Києва до Харкова. Весною і влітку 1927 року появляються газетні повідомлення про розширення репертуару театру «Березіль» і підготовку постановки трагедії Василя Пачовського. Інформація привернула увагу театральної громадськості не тільки в Радянській Україні, але й у Галичині, Канаді і США. 12 квітня 1927 року американська україномовна газета  «Свобода»  повідомила, що вистава «Сонце Руїни» у постановці Леся Курбаса відкриє новий театральний сезон театру «Березіль» . 
До Харкова готувався приїхати Василь Пачовський. Однак буквально за місяць до прем'єри виставу заборонили.
Як згадував оперний співак Михайло Голинський, який  в тоді виступав у Харкові, причиною заборони стали кілька поетичних творів Василя Пачовського з критикою радянської влади, що були в той час надруковані у Львові. На  спроби Голинського втрутитися у ситуацію, його добрі знайомі Микола Ерстенюк, Остап Вишня та інші в унісон порадили «не рипатися».
У Радянській Україні вже повертало до заходу сонце українізації і насувалися масштабні репресії… У 1933 році Леся Курбаса відсторонили від керівництва театром «Березіль», у 1934 році заарештували, а згодом розстріляли… Після винищення національної інтелігенції і селянства у 30-х роках ХХ століття Україна вкотре у своїй історії стала нагадувати Руїну.

## В очікуванні нового театру і режисера-постановника
У «Сонці Руїни» Василь Пачовський  висловлював палку віру у відродження України як самостійної держави:
```
«Встанеш, засіяєш, Україно, зійде світло Твоє і слава яснозора зійде над Тобою!»
[
26
]
. 
```

Україна відродила свою державність, однак залишається актуальною наскрізна проблема драми  Василя Пачовського – проблема розшарування української спільноти на ворогуючі верстви, проблема національної відданості і зрадництва.  Тому «Сонце Руїни»  все ще очікує на новий театр і талановитого режисера-постановника.